# Ana Paula França
Ana Paula França (25 de julio de 1979) es una deportista brasileña que compitió en taekwondo. Ganó dos medallas en el Campeonato Panamericano de Taekwondo en los años 1996 y 1998.

## Palmarés internacional
| Campeonato Panamericano | Campeonato Panamericano | Campeonato Panamericano | Campeonato Panamericano |
| Año                     | Lugar                   | Medalla                 | Categoría               |
| ----------------------- | ----------------------- | ----------------------- | ----------------------- |
| 1996                    | La Habana (Cuba)        | Medalla de bronce       | –65 kg                  |
| 1998                    | Lima (Perú)             | Medalla de oro          | –60 kg                  |